# Para vivir (canción)
«Para vivir» es una canción interpretada por el cantautor cubano Pablo Milanés. Fue escrita en el año 1967, y formó parte de su disco La vida no vale nada (1975).
En 1985 grabó la canción a dúo con la cantante española Amaya, versión que conformó el álbum Querido Pablo. La canción también apareció en el disco En blanco y negro de 1995, grabado junto al cantautor español Víctor Manuel.
El cantante puertorriqueño Gilberto Santa Rosa, hizo una versión de esa canción para su álbum Esencia (1996).
El cantautor puertorriqueño-estadounidense Luis Fonsi, hizo una versión para su tercer álbum de estudio Amor secreto (2002).
Existe también una versión de Enrique Urquijo y Los Problemas.
En el año 2010 representó a Cuba, como su "canción más representativa", en el LI Festival Internacional de la Canción de Viña del Mar, interpretada por Coco Freeman, logrando llegar a la final de dicho certamen.